# David Fjodorovics Ojsztrah
David Fjodorovics Ojsztrah (oroszul: Давид Фёдорович Ойстрах) (Odessza, 1908. szeptember 30. – Amszterdam, 1974. október 24.), a 20. század egyik legnagyobb hegedűművésze, Igor Davidovics Ojsztrah édesapja. Ukrajnából származott.

## Korai évei
Odesszában, Ukrajnában (az akkori Orosz Birodalom részében) a kozmopolita városban született egy középosztálybeli zsidó családba. Feltételezés szerint, vér szerinti apja David Kolker és édesanyja Izabella „Bejla” (Styepanovszkaja), aki később házasságot kötött Fisel (Fjodor) Ojsztrahhal. Édesapja mandolinon és néha hegedűn játszott, édesanyja hivatásos énekes volt. Három és fél éves korában kapta élete első játékhegedűjét. Négyéves korától járt az odesszai operaházba, ahol az anya a kórus tagja volt. Nem csodagyerekként nőtt fel, karrierje lassan fejlődött. Az operában Pjotr Szolomonovics Sztoljarszkij figyelt fel rá aki a szülők baráti köréhez tartozott. A kisfiú ujjainak hajlékonysága, kifinomult zenei hallása, hibátlan ritmusérzéke és zenei emlékezőtehetsége alapján jelentette ki Sztoljarszkij: „Született zenész!” 15 évesen a konzervatórium kiemelt osztályába került, ahol megtanult brácsázni is. Első zenekari állása brácsás volt az odesszai zenekarban, de hamarosan koncertmester lett, majd előadhatta Johann Sebastian Bach a-moll hegedűversenyét. Ezután koncertkörútra indult a mai Ukrajna területén. 1927-ben Kijevben Glazunov Hegedűversenyét játszotta a szerző vezényletével. Itt kapott meghívást, hogy eljátszhassa Csajkovszkij Hegedűversenyét a Leningrádi Filharmonikus Zenekarral.
Egy évvel később Moszkvába költözött, itt ismerte meg Tamara Ivanova zongoristát, akit 1930-ban feleségül vett. Egy évre rá megszületett egyetlen fiuk, Igor Ojsztrah, aki később apja nyomdokaiba lépett a hegedűművészi pályán.

## Karrierje
Ojsztrah 1935-ben második lett a nemzetközi Wieniawski-versenyen (megosztott második díjat kapott Magyar Tamással), majd ettől fogva folyamatosan nyerte a versenyeket szerte a Szovjetunióban. 1937-ben személyes jóbarátja, Erzsébet belga anyakirályné, megajándékozta egy Stradivariusszal. 1939-ben a moszkvai konzervatórium professzora lett. Sok jó tanítvány került ki a kezei közül, többek közt saját fiát is tanította.
Koncertezett a második világháború alatt is. Egyik emlékezetes koncertje, ahol Csajkovszkij Hegedűversenyét adta elő Leningrádban, 0 °C-os hőmérséklet, tűzriadó-szirénák és lövések zaja mellett… (eközben ostromolták a németek a várost). A világháború után karrierje csúcspontján nem igazán engedték külföldre, háború utáni első külföldi szereplése az 1946-os, első Prágai Tavaszi Fesztiválon volt. Ezután nem állíthatta meg semmi a világhírnévtől, koncertezett Japánban, Nyugat-Németországban, az Amerikai Egyesült Államokban, és Magyarországon is.
Rendkívül sok lemezfelvétel őrzi játékát.
1974-ben halt meg Amszterdamban, sírja a moszkvai Novogyevicsi temetőben van.

## Magyarul
- Viktor Juzefovics: David Ojsztrah. Beszélgetések Igor Ojsztrahhal; ford. Aczél Ferenc; Gondolat, Bp., 1980